# Řád sv. Jiří (Uhersko)

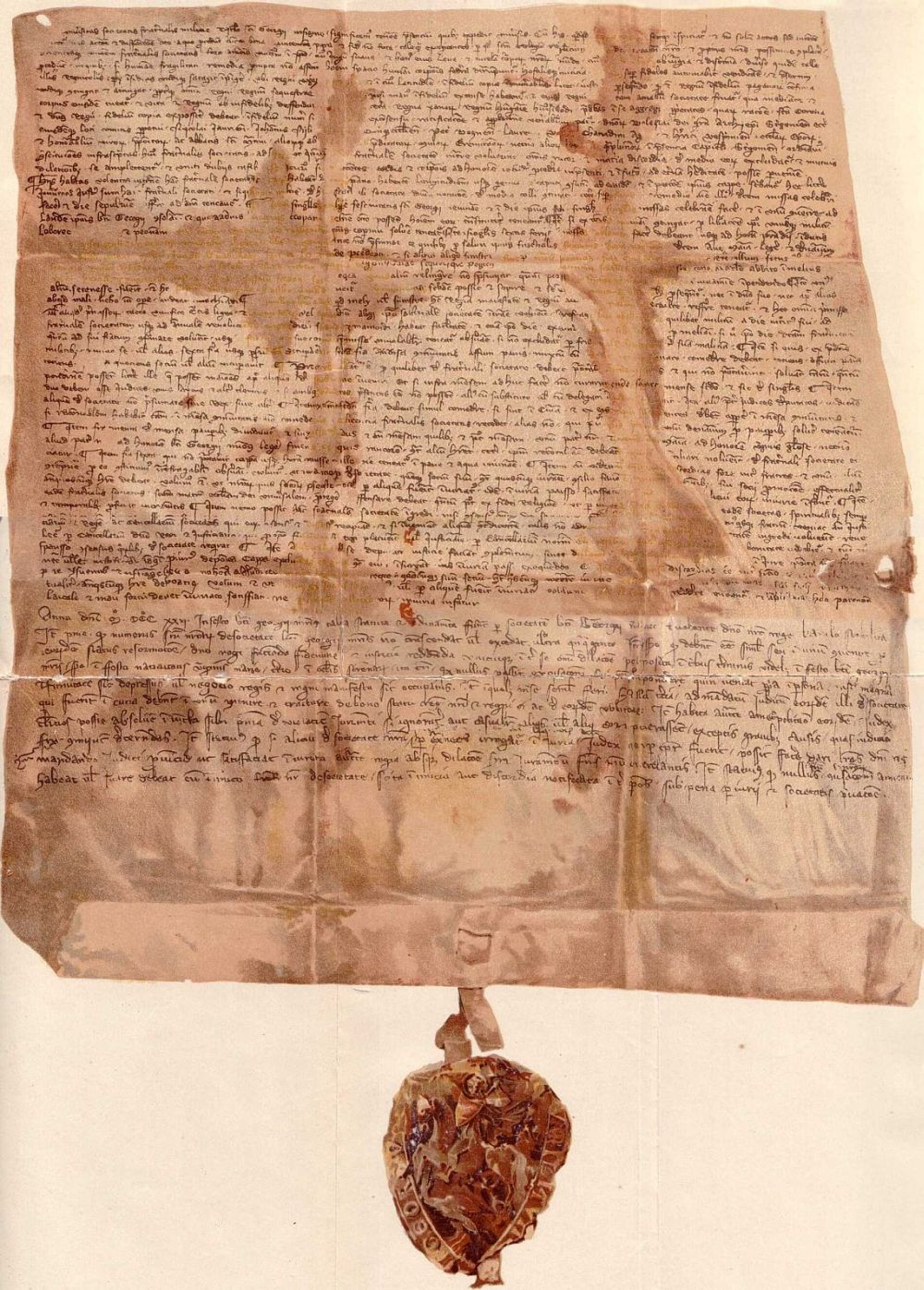
Zakládající listina řádu, včetně řádové pečeti

Řád svatého Jiří (maďarsky Szent György-lovagrend, latinsky Societas militae Sancti Georgii) byl první světský rytířský řád na světě. Založil jej roku 1326 uherský král Karel I. Robert.
Jeho význam je zejména v tom, že všechny předchozí rytířské řády byly založeny ve spolupráci panovníka a církve, přičemž řádoví rytíři byli považováni za mnichy - válečníky. Tento řád byl založen pouze králem a pouze jemu rytíři přísahali věrnost. Řád měl 50 členů a přijetí nového člena vyžadovalo souhlas většiny stávajících členů. Rytíři nosili černý plášť s latinským nápisem In veritatate iustus sum huic fraternali societati (V pravdě jsem bratrská společnost). Symbolem řádu údajně byl červený štít se stříbrným křížem, nicméně dochovalá pečeť na zakládající listině zobrazuje sv. Jiří zabíjejícího draka.
Řád trval pouze krátkou dobu, protože zanikl kolem roku 1395. V současné době v Maďarsku vyvíjí činnost občanské sdružení, které má shodný název, nicméně nejedná se o rytířský řád.